# Pequeño libro de Anna Magdalena Bach

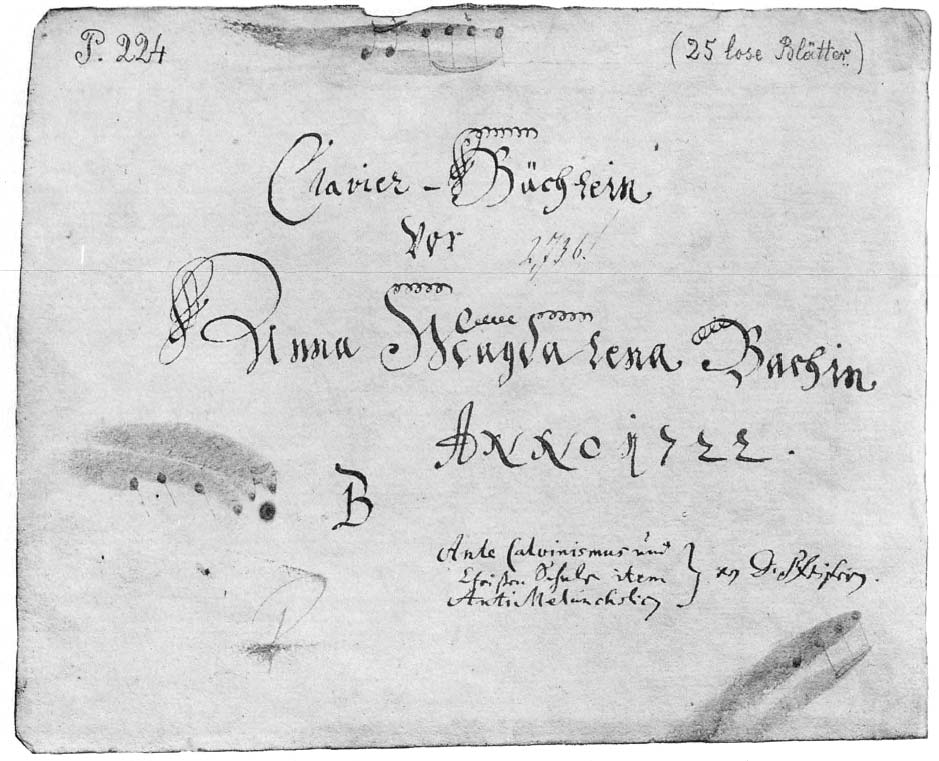
Tapa del libro de 1722. El título es Clavier-Büchlein vor Anna Magdalena Bachin ANNO 1722

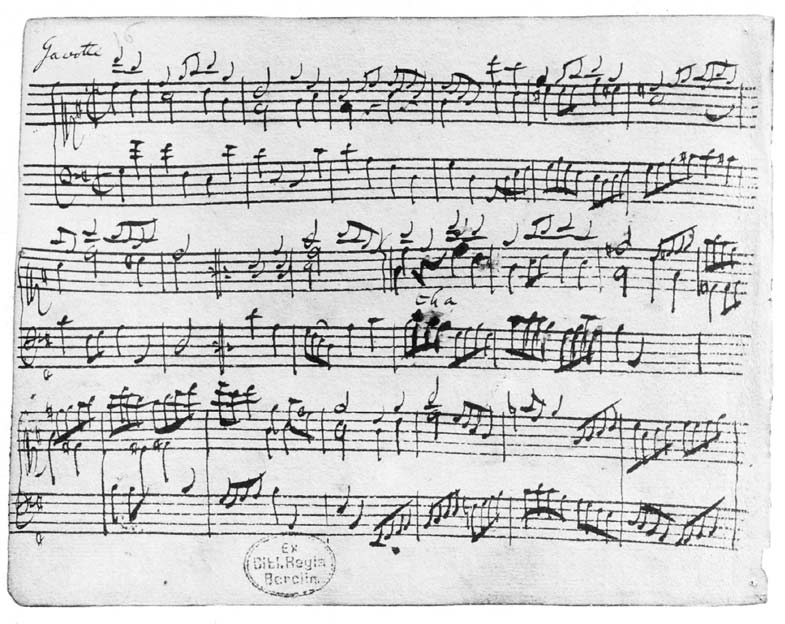
Página del libro de 1722 que contiene la Gavota de la suite francesa número 5, (BWV 816).

El Pequeño libro de Anna Magdalena Bach o «Cuaderno para teclado de Anna Magdalena Bach» consiste en dos cuadernos de notas manuscritos que el compositor barroco alemán Johann Sebastian Bach regaló a su segunda esposa Anna Magdalena. Los cuadernos están compuestos por anotaciones musicales de diferentes géneros, tales como: música para clavicordio, minuetos, rondós, polonesas, sonatas, preludios corales, marchas y algunas piezas vocales en forma de aria.
Los dos libros datan de 1722 y 1725. El título "Libro de Anna Magdalena" se suele utilizar para referirse al último de ellos. La principal diferencia entre ambos radica en que el primero contiene obras de Johann Sebastian Bach (incluyendo la mayoría de las Suites francesas), mientras que el segundo, el de 1725, es una compilación musical del propio Bach y otros compositores de su época. 
El Pequeño libro de Anna Magdalena Bach ofrece una interesante compilación de cómo era la música doméstica en el siglo XVIII y de los gustos musicales de la familia Bach.